# فورست لاك
فورست لاك (بالإنجليزية: Forrest Lake)‏ هو سياسي أمريكي، ولد في 15 يوليو 1868 في نيوبيري في الولايات المتحدة، وتوفي في 24 يناير 1939 في سانفورد في الولايات المتحدة. حزبياً، نشط في الحزب الديمقراطي. وقد انتخب عضو مجلس نواب فلوريدا.